# Sietske
Sietske (manchmal auch Sytske) ist ein weiblicher Vorname und kommt aus dem Friesischen. Es ist eine Nebenform von „Siet“. Die genaue Bedeutung ist ungeklärt, aber man vermutet, dass das Wort ursprünglich aus dem Germanischen abgeleitet wurde und „Sieg“ bedeutet. Nach anderen Theorien wurde der Name vom altfriesische „side“ (Sitte) oder „sîth“ (Gefährte) abgeleitet.
Dieser Name taucht meist in Friesland auf, seltener aber auch in den übrigen Niederlanden und Belgien. 
Die männliche Form lautet „Sietse“.  

## Namensträgerinnen
- Sietske Abbing (Sängerin)
- Sytske de Groot (Ruderin)